# クィントゥス・ミヌキウス・ルフス
クィントゥス・ミヌキウス・ルフス（Quintus Minucius Rufus）は、共和政ローマのプレブス（平民）出身の政治家・軍人。紀元前197年に執政官（コンスル）を務めた。

## 早期の経歴
紀元前211年、ルフスはクィントゥス・フルウィウス・フラックスのトリブヌス・ミリトゥム（高級将校）として、前年のカプア包囲戦でハンニバルに奪われたカプアを再奪取する作戦に従事した。紀元前201年には平民按察官（プレブス・アエディリス）に就任している。

## ロクリでの法務官

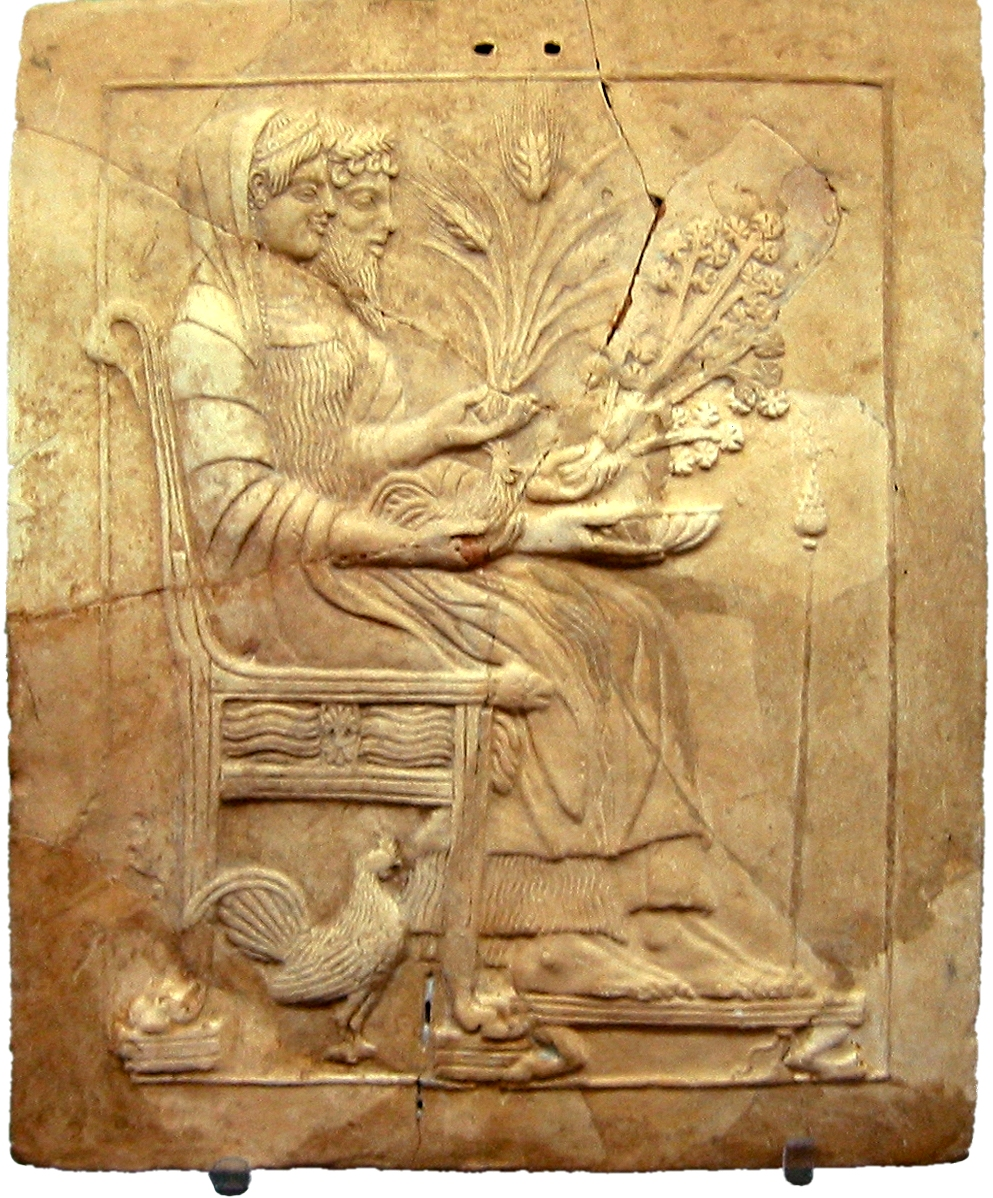
ロクリの神殿に奉納されたプロセルピナとプルートーのピナクス（レリーフ）

ルフスは紀元前200年に法務官（プラエトル）に就任してインペリウムを与えられると、ブルッティウム（現在のカラブリア州）に割り当てられ、ロクリのプロセルピナ神殿の略奪事件の捜査を行った。翌紀元前199年にもプロプラエトルとしてルフスのインペリウムは延長され、この冒涜事件の継続調査を実施した。この年にはいくつかの悪い予兆が発生した。ルフスも5フィートの仔馬、3フィートの鶏が生まれたことを報告している。
歴史学者コリー・ブレナン（en）は、その著書『共和政時代のプラエトル』の中で、ブルッティウムでの犯罪追訴は、その地域での「反乱要素」の排除・抑制に有効な手段であったと推測している。ブルッティウムは激しい反乱の末にローマに征服されて間もなかった。ルフスの任務は「ブルッティウム人のconiuratioの要求」を終息させることであった。この時期に、coniuratioという単語には複数の意味が含まれていた。即ち、儀式的な宣誓あるいは政治的共謀の双方を意味した。13年後の紀元前186年「バッカス祭」（祭りの集会において全ての犯罪や政治的陰謀を許容した）の禁止布告が出されたことが、ティトゥス・リウィウスと元老院の青銅碑文に記録されているが、ここにも一連のconiuratioの記述があり、宗教儀式と政治的な反対運動の関連が示唆されている。ルフスが逮捕した人物はローマに送られ、その後ロクリに戻されて、元老院の支持に従って神殿から強奪した資産を返却させられた。

## 執政官と妥協のアルバ山凱旋式
紀元前197年にはガイウス・コルネリウス・ケテグスと共に執政官に就任し、ガリア人とリグリア人（en）を相手に戦った。その年は、両執政官共にイタリア半島内で共通の戦略の下で戦った。ルフスはゲヌア（現在のジェノア）に軍を進め、さらにリグリアに侵攻し、リグリア人と戦った。続いてアペニン山脈を越えて、ガリア人の一部族であるボイイ族の領土に侵入して略奪を行った。ボイイ族はインスブリ族（en）に救援を求めたが無視された。
他方、同僚執政官であるケテグスはインスブリ族とケノマニ族（en）と戦ったが、一度の会戦の勝利により、敵兵35,000を殺害、5,200を捕虜にした。両執政官の勝利の報告が届くと、ローマでは4日間の感謝祭が実施された。両執政官はベローナ神殿（en）に参拝して、合同凱旋式の実施を求めた。しかし、二人の護民官はルフスの求めを拒絶し、二日間の議論の後、ルフスは要求を撤回した。他方、ケテグスは再度凱旋式を求めたが、元老院は全会一致で「オモニウム・コンセンス」（合意）を与えた。他方、ルフスの凱旋式は認められなかったが、リウィウスはルフスが捕虜を取らなかったためにその勝利が確認できなかったためとしている。また、ルフスは数度の戦闘を行っていたが損失も大きく、また決定的な勝利を収めることはできていなかった。
このためルフスは自身の支出で、ボイイ族とリグリア人に対する勝利を記念した凱旋式を、アルバ山で実施した。このアルバ山凱旋式は凱旋式のファスティに記録されているが、元老院は「凱旋将軍」としては認めず、その経費は自身で負担する必要があった。戦利品の売却益が費用に充てられたが、（国庫に入る資金が減るため）公的資産を使用したとの非難もあった。

## 外交任務

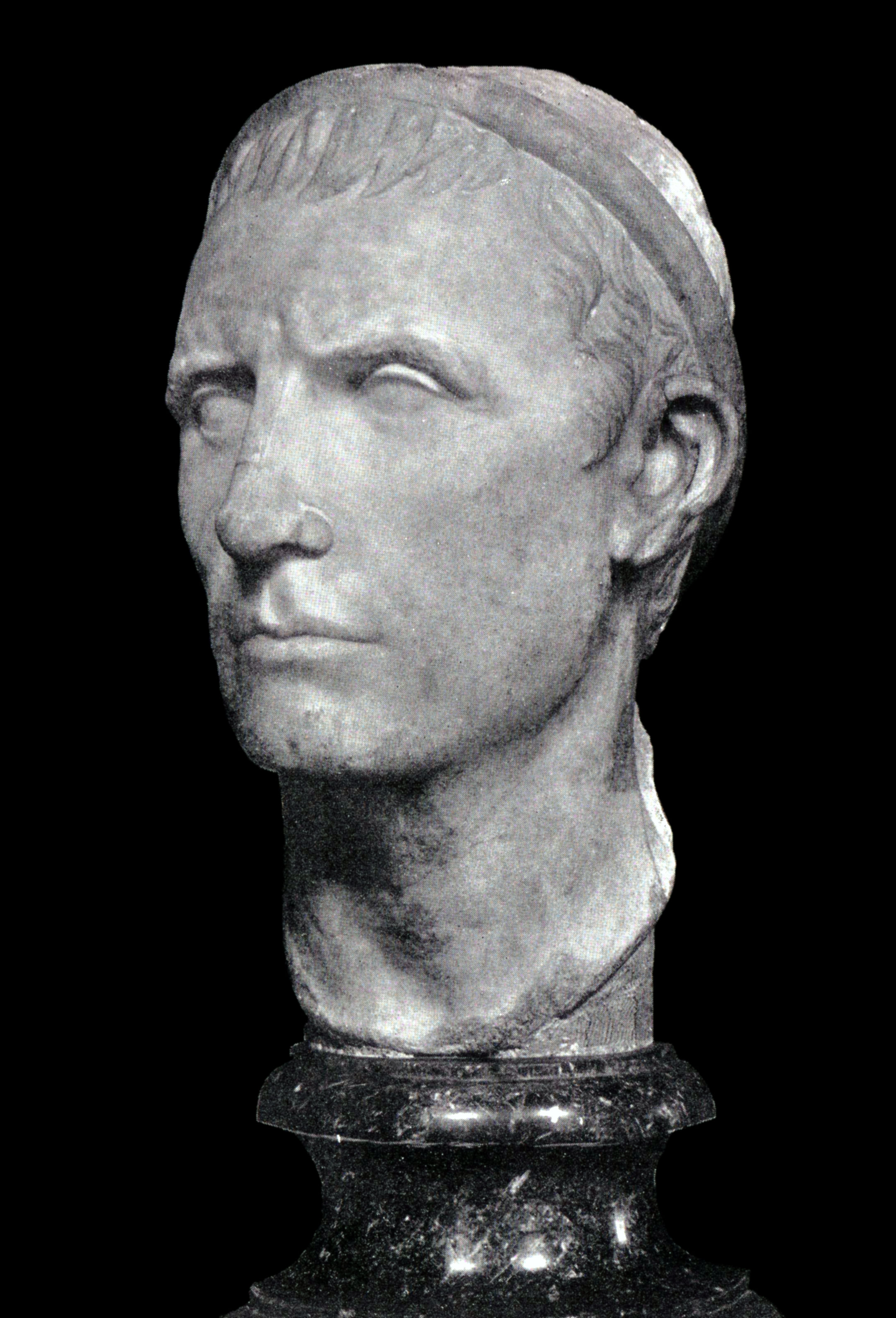
アンティオコス3世

正式な凱旋式の実施は拒否されたものの、ルフスは引き続き政治的影響力を保ち、行政官としての手腕を見せたと思われる。このため、紀元前180年代、またおそらくは紀元前174年にも外交交渉を担当している。ガラティア戦争（en）が勃発すると、前執政官のガイウス・マンリウス・ウルソと共に派遣された10人のレガトゥスの一人に選ばれており、アンティオコス3世との交渉を行っている。ウルソのガラティア戦争の勝利に対して凱旋式を認めるかが、このとき議論になっている。この戦争は元老院の正式な宣戦布告無しに戦われたものであったからである。インペリウムを持った執政官や法務官（あるいは前執政官や前法務官）が海外に出征した場合、その権限と元老院を中心とする共和政との間に歪が生じるという不安をもたらした。
紀元前183年には、ケルト人の北イタリア侵入を阻止するためにガリア・トランサルピナに送られた3人の使節の一人に選ばれた。紀元前174年にはクレタ島の反乱鎮圧のためにクィントゥス・ミヌキウスという人物が10隻の船と共に派遣されているが、これはおそらくルフスのことと思われる。

## 参考資料
- ティトゥス・リウィウス『ローマ建国史』
- ポリュビオス『歴史』
- カピトリヌスのファスティ